# Бурди, Юбер
Юбер Бурди (фр. Hubert Bourdy; 5 марта 1957, Труа — 25 июня 2014, Бурк-ан-Брес) — французский спортсмен-конник, двукратный бронзовый призёр летних Олимпийских игр в командном конкуре.

## Спортивная карьера
Верховой ездой начал заниматься в возрасте одиннадцати лет, а в 23 года решил стать конником-профессионалом.
В числе достижений спортсмена: победа в командном первенстве и бронзовая медаль в личном зачете на Всемирных Конных Играх в Стокгольме в 1990 г. В составе сборной Франции он дважды становился бронзовым призёром Олимпийских игр в командном конкуре — в Сеуле (1988) и в Барселоне (1992). Он также представлял Францию на чемпионатах Европы в 1993 и 2001 гг.
В 2007 г. стал победителем Гран-при Сан-Паулу, этап Мирового тура чемпионов (Global Champions Tour). Кроме того, был вторым на Гран-при турнира Наций в Калгари, турнира с призовым фондом 1 млн канадских долларов.
На Олимпийских играх 1988 г. и чемпионате мира в 1990 г. выступал на Моргате, на Олимпийских играх в 1992 г. и на чемпионате Европы в 1993 г. - на  Razzia du Poncel. В 2001 г. принимал участие в чемпионате Европы в Арнеме с Гелиосом.  В 2007 г. победил на Гран-при в Тулоне на  Warmblut-Hengs.
В последний раз принял участие в международных соревнованиях по конкуру в 2009 г., после чего принял решение о завершении спортивной карьеры.
Впоследствии занимался бизнесом, связанным с продажей лошадей.